# سوفی ژرمن
ماری سوفی ژرمن (به فرانسوی: Marie-Sophie Germain) ‏(۱ آوریل ۱۷۷۶–۲۷ ژوئن ۱۸۳۱) ریاضی‌دان فرانسوی بود که کارهای بزرگی در نظریه اعداد و هندسه دیفرانسیل انجام داد. اعداد اول ژرمن به نام اوست. او همچنین با ریاضی دانان مشهوری چون گاوس، لاگرانژ و آدرین-ماری لژاندر همکاری کرد.

## زندگانی

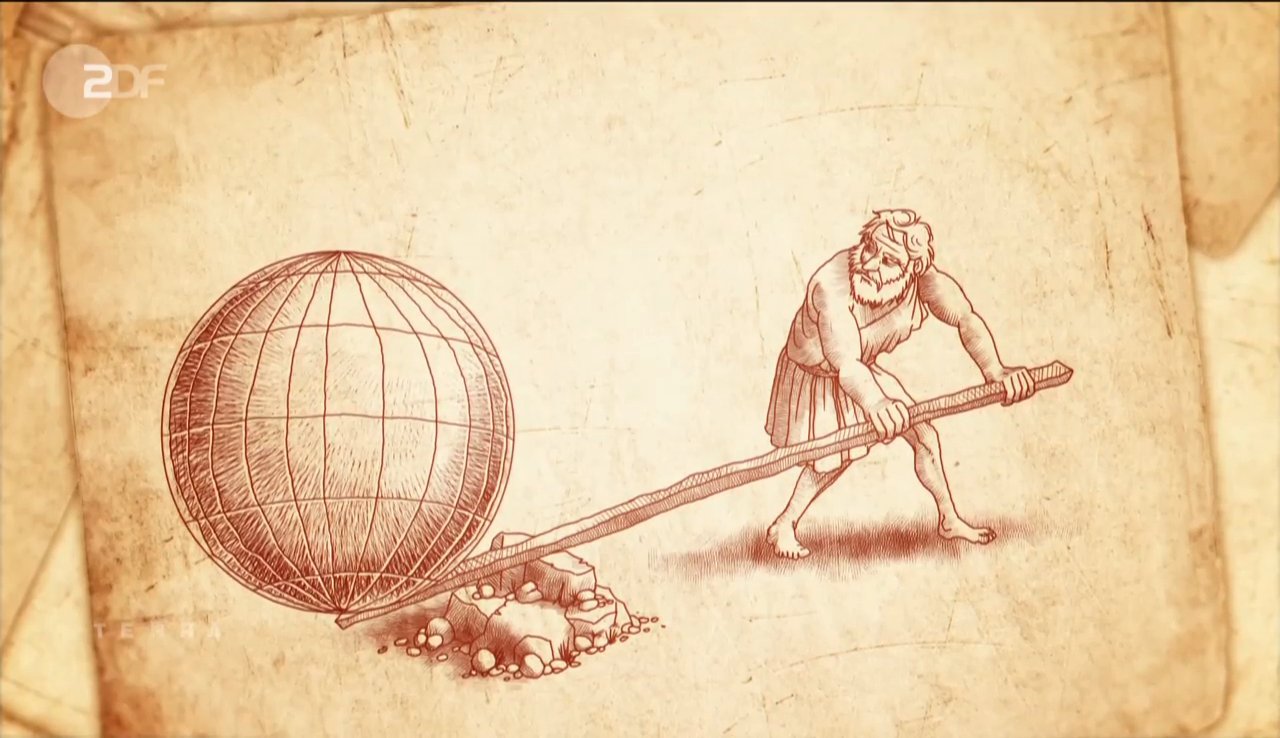
بازنمایی هنری از نقل "به من جای ایستادن بده تا زمین را حرکت دهم." توسط ارشمیدس

ماری سوفی ژرمن در یکم آوریل ۱۷۷۶ در شهر پاریس در فرانسه زاده شد. طبق بیشتر منابع، پدرش آمبروز فرانسوا، یک تاجر ابریشم مرفه بود. البته برخی هم معتقدند که پدر وی طلاساز و طلافروش بوده‌است. گفته می‌شود که پدر سوفی در اواخر حتی ریاست یک بانک را نیز بر عهده داشت، بنابراین خانواده سوفی او را در رفاه بزرگ کرده‌اند. گفته می‌شود که بیشتر بحث‌های فلسفی سوفی ناشی از گفتگوهایی است که پدرش و دوستان او درباب سیاست داشته‌اند.

## کارهای نخستین در باب نظریه اعداد
ماری سوفی ابتدا با انتشار «رساله‌ای در باب نظریه اعداد» توسط آدرین-ماری لژاندر، به این رشته علاقه‌مند شد. ماری پس از مطالعه کتاب لژاندر، احساس موافقت بسیاری با اثر وی داشت. لژاندر در ویراست دوم کتاب خودش در تکمیلی که به کتابش اضافه کرد، از نظرات ماری به عنوان نظراتی نبوغ‌آمیز یاد نمود.

## کار در فلسفه
ماری علاوه بر ریاضیات در حوزه فلسفه و روان‌شناسی نیز دارای آثاری است. او می‌خواست واقعیت‌ها را مقوله بندی کند و آن‌ها را به شکل قوانینی در بیاورد که یک نظام جامعه‌شناسی و روان‌شناسی را شکل می‌دهد. فلسفه وی مورد ستایش آگوست کنت قرار گرفته‌است.

## مرگ

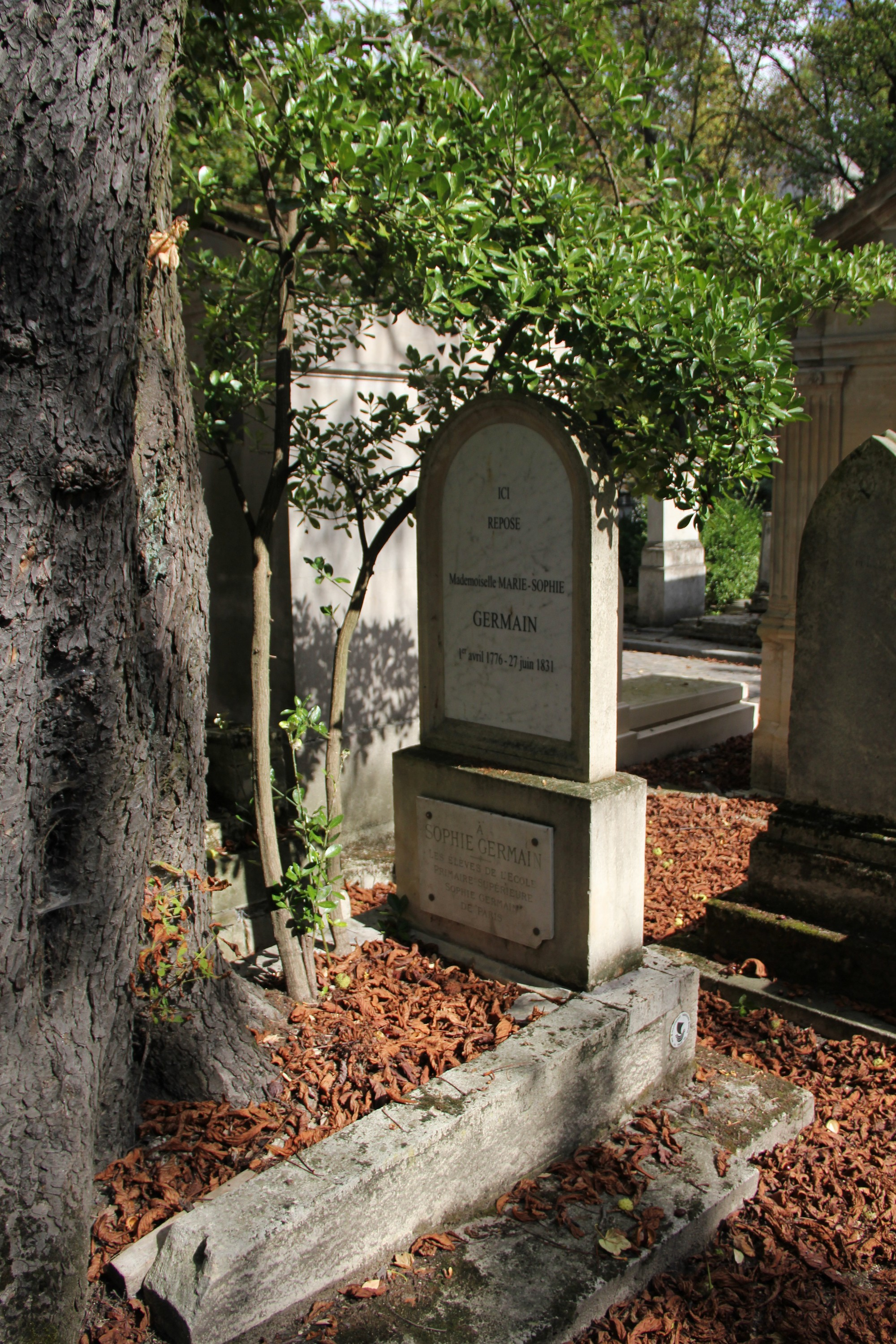
قبر سوفی ژرمن در قبرستان پرلاشز

سوفی ژرمن در ۲۷ ژوئن ۱۸۳۱، پس از نبرد با سرطان پستان درگذشت. اندکی پیش از آن، گاوس، ریاضی‌دان و از اولین معلمان ژرمن، دانشگاه گوتینگن را متقاعد کرده بود به او مدرک افتخاری اعطا شود. ژرمن قبل از اینکه بتواند مدرکش را دریافت کند درگذشت.